# Up!!!!!!

「up!!!!!!」（アップ）は、スキマスイッチの配信リリース作品。

## 解説
- 配信シングルとしては「OverDriver（すりぃRemix）」以来1ヶ月ぶり。

## 収録曲
1. up!!!!!!
作詞・作曲：スキマスイッチ
  - BOAT RACE振興会「アイ アム ア ボートレ―サー」シリーズCMソング[2]
  - 曲調はボートレースのイメージに合わせて「スリリングでアップテンポな感じ」となっている[3]。
  - また、常田は「僕らの今までのアップテンポの曲にはちょっとないような、少しデジタルサウンドを取り入れてみたり、90年代のファンクやアシッドジャズとか、その辺のサウンドもちょっと追求してみたりしました。」と語っている[3]。
  - 曲の展開は、EDMに多い展開を意識したものとなっている[4]。
  - リズム楽器ではグルーヴィーさ、ストリングスは映画っぽさを意識してレコーディングされている[4]。
  - 2番のAメロの合いの手は大橋がレコーディング当日に持ってきたアイデア[5]。
  - AメロとBメロの間のコード進行が1番と2番で異なるアレンジとなっている。もともとは同じコード進行の予定であったが、常田のミスで2番のみ終止が入ってしまったものを大橋が気に入りそのまま採用となった[5]。
  - タイトルの「!」はボートが走った軌跡をイメージしている。また、ボートレースが6艇で行われることから個数を6つとしている[6]。

## up!!!!!!(DULUXE盤)
- 「up!!!!!!(DULUXE盤)」は、スキマスイッチのシングル。
- 2022年7月9日に配信シングルとしてリリースされた「up!!!!!!」のパッケージ版。

## 解説
- ファンクラブ会員限定で、期間限定販売された[1][7]。
- 「CD+Blu-ray」と「グッズ付限定セット(CD+Blu-ray+グッズ)」の2形態で販売[7]。
- 「グッズ付限定セット(CD+Blu-ray+グッズ)」には、up!!!!!!オリジナル・スマホ用防水ポーチが付属[7]。

### 収録曲
1. up!!!!!!
作詞・作曲・編曲：スキマスイッチ
  - BOAT RACE振興会「アイ アム ア ボートレ―サー」シリーズCMソング
2. up!!!!!! feat. Rouno
作詞・作曲：スキマスイッチ、編曲：Rouno
  - サウンドプロデューサーのRounoが#1のアレンジをしたバージョン[1]。
  - EDM調のアレンジとなっている[4]。
  - スキマスイッチからの「アメリカで流行っている『男性シンガーソングライターの曲をDJがアレンジしたようなサウンド』」というオーダーに基づくアレンジとなった[4]。
  - スキマスイッチとしては史上初の試みとなる、外部アレンジャーによるプロデュース作品[1]。
  - Rouno本人もコーラスで参加している。ちなみに、Rounoはコーラスの歌詞を間違えて歌っている[5]。
3. up!!!!!!(Instrumental)
作曲・編曲：スキマスイッチ
  - #1のインストロメンタル。
4. up!!!!!! feat. Rouno(Instrumental)
作曲：スキマスイッチ、編曲：Rouno
  - #2のインストロメンタル。

## Blu-ray収録内容
- ライバルは前回の自分自身だ! スキマスイッチの新記録シンドローム!?【44歳編】
  - 「up!!!!!!」の歌詞にある「ライバルは前回の自分自身だ」という一節にちなみ、13thシングル「アイスクリーム シンドローム」の特典映像『スキマスイッチの新記録シンドローム!?』でチャレンジした珍競技の記録にあらたに挑戦するという撮り下ろし映像[1]

## ライブ映像作品
| 発売年 | 作品名                                                                                             |
| ------ | -------------------------------------------------------------------------------------------------- |
| 2023年 | 「スキマスイッチ “Live Full Course 2022” 〜 20年分のライブヒストリー 〜」（2022.12.22 日本武道館） |
| 2023年 | DELUXE FAN CLUB EVENT TOUR V.I.P. Vol.4                                                            |
| 2023年 | Augusta Camp 2022                                                                                  |
| 2024年 | スキマスイッチ 20th Anniversary "POPMAN'S WORLD 2023 Premium" THE MOVIE 〜HOBO KANZENBAN〜         |

## 収録アルバム
| 発売年 | 作品名                                                        | 分類   |
| ------ | ------------------------------------------------------------- | ------ |
| 2023年 | POPMAN'S WORLD -Second-                                       | ベスト |
| 2024年 | スキマスイッチ 20th Anniversary "POPMAN'S WORLD 2023 Premium" | ライブ |